# Dolus-d'Oléron
Dolus-d'Oléron je francouzská obec v departementu Charente-Maritime, v regionu Poitou-Charentes. V roce 2007 zde žilo 3 156 obyvatel. Leží na ostrově Oléron.